# Hipocaust

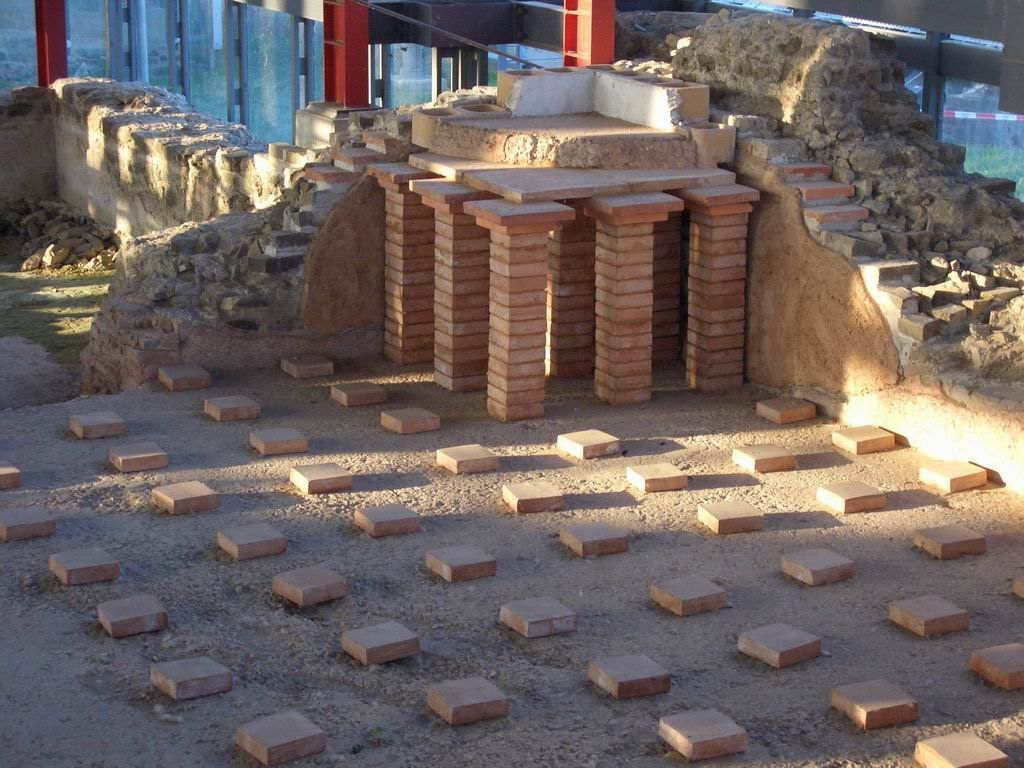
Hipocaust a Xanten (Alemanya)

Un hipocaust (del llatí hypocaustum, i aquest del grec ὑπόκαυστον hypókauston) és una cambra subterrània utilitzada per escalfar la cambra de sobre, emprada a l'època romana, sobretot a les termes.
Aquest tipus de construcció ja era conegut pels grecs del segle iv aC; precisament el mot deriva del grec ὑπό hypó, 'sota', i καίω kaío, 'cremar'. Se n'han trobat vestigis a Olímpia que daten del segle i aC. Però són els romans els que el van perfeccionar per al seu ús intensiu en el caldari de les termes. Se'n troben també a les cases particulars benestants.

## Descripció
L'hipocaust era alimentat per una gran caldera, el praefurnium, situada fora, la qual produïa aire calent que s'enviava per canalitzacions fins a aquesta cambra subterrània, recoberta de lloses que descansaven sobre petites pilastres de maons. En general l'alçada del buit creat per a la circulació de l'aire calent era d'aproximadament uns 40 a 60 cm. Es considera que la temperatura obtinguda en aquestes cambres no devia superar els 30 °C.

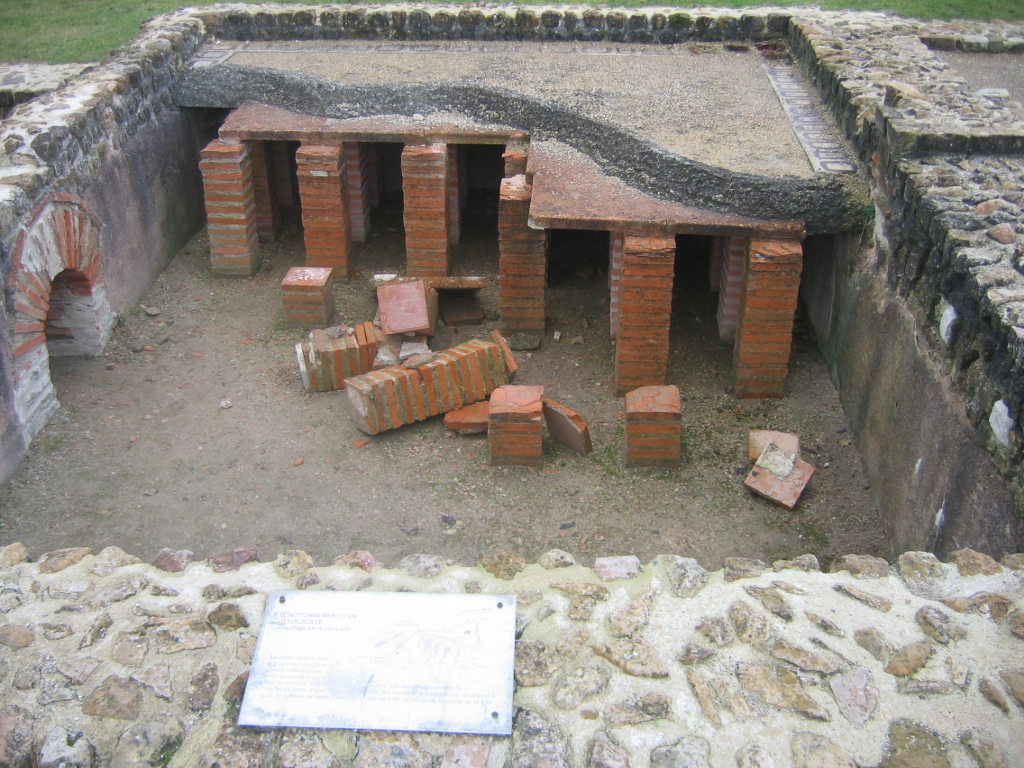
Hipocaust de la vil·la suburbana de Vieux-la-Romaine, a la Baixa Normandia

A les termes, per obtenir més calor, s'integraven igualment dins els murs uns tubs de terracota (tubuli), que evacuaven el fum de les calderes (integrades a l'edifici) i l'aire calent que circulava per l'hipocaust.

## Després dels romans
Els hipocausts es van continuar usant a l'àrea mediterrània fins a ben bé l'edat mitjana i també al califat omeia, si bé els enginyers i inventors musulmans el van acabar substituint al segle xii per un sistema de calefacció central en què l'escalfor s'escampava per canonades subterrànies des de la sala de les calderes.
La gloria, una derivació de l'hipocaust, es va fer servir a Castellà fins a l'arribada de la calefacció moderna. En aquest sistema, quan el combustible (especialment fusta) ha estat reduït a cendra, es tanca l'entrada d'aire de manera que es conservi l'aire calent i les brases vagin fent una combustió lenta.